# 福島県道49号原町浪江線
福島県道49号原町浪江線（ふくしまけんどう49ごう はらまちなみえせん）は、福島県南相馬市から双葉郡浪江町に至る県道（主要地方道）である。

## 概要

### 路線データ
- 起点：南相馬市原町区本町2丁目
- 終点：双葉郡浪江町昼曽根字昼曽根
- 総延長：16.065 km[1]
  - 実延長：13.496km

南相馬市中心部より二級河川太田川に沿って南西に進み、浪江町西部の阿武隈高地山中に至る。当路線と国道114号、福島県道50号浪江三春線、国道288号を介し、相双地方の中心都市である南相馬市原町区と県中地方の中心都市である郡山市とを結ぶ役割を担う。

## 歴史
- 1959年8月31日 - 福島県により前身となる県道昼曽根原町線として県道路線に認定される[2]。
- 1982年4月1日 - 建設省告示第935号が公布され、県道浪江鹿島線の一部、昼曽根原町線が主要地方道原町浪江線として指定される。
- 1983年（昭和58年）1月11日 - 福島県によって県道原町浪江線に認定される[3]。
- 1993年（平成5年）5月11日 - 建設省から、県道原町浪江線が原町浪江線として主要地方道に指定される[4]。

## 路線状況

### 重用路線
- 福島県道120号浪江鹿島線（南相馬市原町区本町二丁目 - 同市同区南町）
- 福島県道34号相馬浪江線（南相馬市原町区馬場字欠下 - 同市同区馬場字原）

### 道路施設

#### 橋梁
境橋
- 全長：21.21m
- 幅員：9.0(15.0)m
- 形式：単純PCプレテン中空床版橋
- 竣工：1995年

南相馬市原町区大木戸から馬場に至り、二級水系新田川水系笹部川を渡る。福島県道34号相馬浪江線に突き当たる丁字路に位置しており、福島国体馬術競技会場へのアクセス改善のための交差点改良工事に伴い1995年度ふるさとづくり道路整備事業にて関連橋梁として架け替えが行われた。総工費は3億7400万円。
滝第1号橋
- 全長：23.0m/23.0m
- 幅員：5.1m/5.5m（右/左）
- 竣工：1978年[6]

滝第2号橋
- 全長：27.0m/33.0m
- 幅員：5.0m/5.2m（右/左）
- 竣工：1978年[6]

滝第3号橋
- 全長：13.5m/14.2m
- 幅員：5.8m/5.8m（右/左）
- 竣工：1978年[6]

滝第4号橋
- 全長：18.2m/35.5m
- 幅員：5.5m/5.0m
- 竣工：1978年[6]

滝第5号橋
- 全長：30.0m/35.5m
- 幅員：5.0m/5.0m
- 竣工：1978年[6]

滝見橋
- 全長：111.0m
- 幅員：8.2m
- 竣工：1978年[6]

赤根大橋
- 全長：123.0m
  - 主径間：52.0m
- 幅員：8.0m[7]
- 形式：3径間鋼連続鈑桁橋
- 竣工：1979年
- 施工：川崎重工業[8]

南相馬市原町区馬場字滝にて二級水系太田川（横川ダム湖）左岸の入江や谷を渡る橋梁群である。滝第1号～第5号橋の区間は上下線が分離されている区間であり、上り線が右、下り線が左として管理されている。
横川橋
- 全長：31.0m
- 幅員：5.5(7.0)m
- 形式：鋼単純鈑桁橋
- 竣工：1999年度

原町区馬場字横川にて二級水系太田川を渡る。橋上は上下対向2車線で供用され、歩道は設置されていない。旧橋梁の幅員が4.0mと狭く、老朽化も進み震災対策が必要だったことから架け替えられ、原浪トンネルの供用と合わせ2000年5月に供用が開始された。桁はメンテナンスフリー化のため耐候性鋼材が使用されている。総工費は9600万円。
鉄山橋
- 全長：25.3m
- 幅員：8.0m
- 形式：単径間単純合成鈑桁橋
- 竣工：1986年度

南相馬市原町区馬場にて二級水系太田川を渡る。地方道特殊改良1種事業である馬場工区の整備に併せ、県単独橋梁整備事業により架替が行われた。総事業費は6400万円。

#### トンネル
滝トンネル
- 延長：156.77m
- 幅員：5.5（8.2）m
- 有効高：4.5m
- 工法：上部半断面先進工法
- 竣工：1977年[11]
- 施工：庄司建設工業

南相馬市原町区馬場字滝に位置する。横川ダム水没区間付替えのため、県営原町地区地盤沈下対策事業として福島県農林水産部原町農地事務所により事業化された。総工費は3億4400万円。
赤根トンネル
- 延長：94.00m
- 幅員：5.5（8.5）m
- 有効高：4.5m
- 工法：上部半断面先進工法
- 竣工：1978年[11]
- 施工：庄司建設工業

南相馬市原町区馬場字五台山に位置する。横川ダム水没区間付替えのため、県営原町地区地盤沈下対策事業として福島県農林水産部原町農地事務所により事業化された。総工費は1億3200万円。
原浪トンネル

### 福島第一原発事故に伴う通行止め
- 2011年3月11日に発生した福島第一原子力発電所事故に伴う、原子力災害対策特別措置法の原子力災害対策本部長権限に基づく警戒区域設定により、4月1日から南相馬市原町区片倉から浪江町昼曽根までの区間が通行止め。[要出典]
- 2012年4月16日 - 南相馬市の避難区域再編により、南相馬市原町区片倉から小高区金谷までの区間を通行止め解除。[要出典]
- 2013年4月1日 - 浪江町の避難区域再編により、南相馬市原町区片倉から高倉（鉄山ダム付近）までの区間を通行止め解除。[要出典]
- 2017年9月20日に原浪トンネルを含む残りの区間を通行規制を解除し、一般車両の通行再開。帰還困難区域内は歩行者、自転車、二輪車は通行禁止[13]。
- 2023年3月31日 - 県道49号（原浪トンネル内）について自動二輪・原動機付自転車、軽車両（自転車）及び歩行者も特別通過交通の対象となり、通行証の所持や確認が不要となった[14]。ただし、当該道路の脇道や脇道から入った区域については通行証の所持・確認を必要とする[14]。

## 地理

### 通過する自治体
- 南相馬市
- 双葉郡浪江町

### 交差する道路
- 南相馬市内
  - 福島県道12号原町川俣線・福島県道120号浪江鹿島線 相馬方面（原町区本町二丁目（市役所交差点） 起点）
  - 福島県道62号原町二本松線・福島県道74号原町海老相馬線（福島県道262号小浜字町線重用区間）（原町区南町一丁目（四ツ葉交差点））
  - 福島県道120号浪江鹿島線 浪江町中心部方面（原町区南町二丁目）
  - 福島県道34号相馬浪江線 相馬方面（原町区馬場字欠下）
  - 福島県道264号馬場太田線（原町区馬場字切付）
  - 福島県道34号相馬浪江線 浪江方面（原町区馬場字原）
- 浪江町内
  - 国道114号（昼曽根字昼曽根 終点）

### 沿線
- 夜の森公園
- 雲雀ヶ丘病院
- 太田川
  - 横川ダム
  - 鉄山ダム